# Your Body
«Your Body» es una canción dance pop con elementos de R&B. Es interpretada por la cantante de pop estadounidense Christina Aguilera. La canción sirvió como primer sencillo para el quinto álbum de estudio de la cantante titulado Lotus. Fue escrita por Tiffany Amber, Savan Kotecha, Shellback y producida por Max Martin y Shellback. El tema tuvo su estreno oficial el 14 de septiembre de 2012 a través KISS-FM y disponible para su compra en iTunes, Amazon y todos los proveedores de música digital el 17 de septiembre de 2012.
La canción recibió reseñas muy positivas por parte de los críticos musicales llamándola pegadiza y sensual. «Your Body» logró posicionarse en las listas de mercados importantes como en los Estados Unidos, Reino Unido, Japón, Canadá, Francia, España, Alemania, Bélgica y Nueva Zelanda, pero alcanzó posiciones modestas y descendió rápidamente de las listas. En los Estados Unidos debutó en el número 10 en el Digital Songs (lista de canciones más descargadas en dicho país) vendiendo más de 103 000 copias digitales en la primera semana. La canción alcanzó el número 34 en el Billboard Hot 100. Varias semanas después alcanzó el número 1 en el Billboard Hot Dance Club Play —lista de canciones más tocadas en las discotecas de Estados Unidos— convirtiéndose en el sexto número uno para Aguilera en dicha lista, además de cinco sencillos consecutivos en el top 10 en dicha lista hasta ese entonces. Hasta noviembre del 2012 el sencillo vendió casi 400 000 copias en los Estados Unidos.
El vídeo musical de «Your Body» fue dirigido por la directora norteamericana Melina Matsoukas quien trabajó por primera vez con Christina Aguilera. Fue estrenado a través de su cuenta de VEVO en Youtube el 28 de septiembre de 2012. El vídeo se catalogó como el vídeo del año por Fuse TV.

## Antecedentes

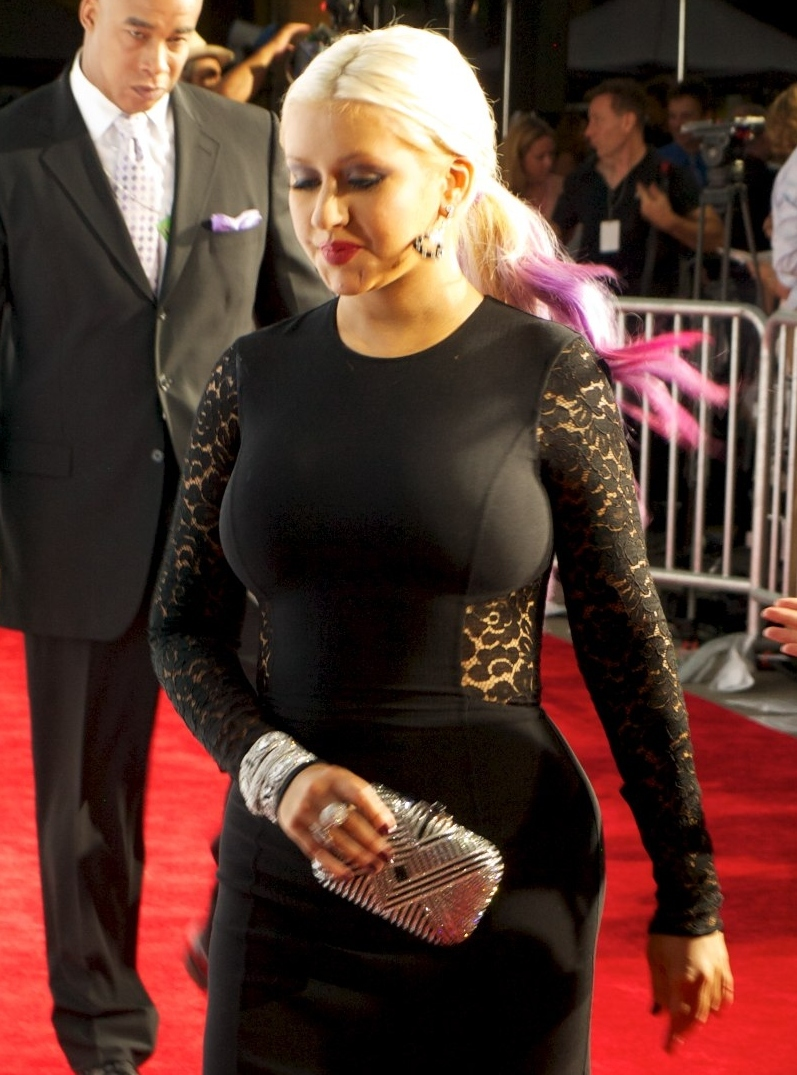
Aguilera durante la publicación de «Your Body» asistió a los ALMA Awards.

Después de su cuarto álbum de estudio Bionic (2010), Aguilera se divorció de su esposo Jordan Bratman, protagonizó su primer largometraje titulado Burlesque y grabó la banda sonora de la misma, se convirtió en entrenador en The Voice y colaboró con Maroon 5 en la canción «Moves like Jagger» (2011) que pasó cuatro semanas en el número 1 en los Estados Unidos de la lista Billboard Hot 100 y vendió 5,9 millones de copias, según Nielsen SoundScan. Después de estos hechos, ella reveló que iba a grabar un nuevo álbum y que la calidad es más importante que la cantidad y en una entrevista reveló que este nuevo álbum será la culminación de todo lo que he experimentado hasta este punto; "He pasado por muchas cosas desde la publicación de mi último álbum, estar en The Voice, después de haber tenido un divorcio", dijo. "Todo esto es una especie de renacimiento libre para mí.""Estoy adoptando muchas cosas diferentes, pero es todo para sentirse bien", dijo sobre el material del álbum, que incluye temas que son "superexpressive" y divertida, con momentos que son "supervulnerable".

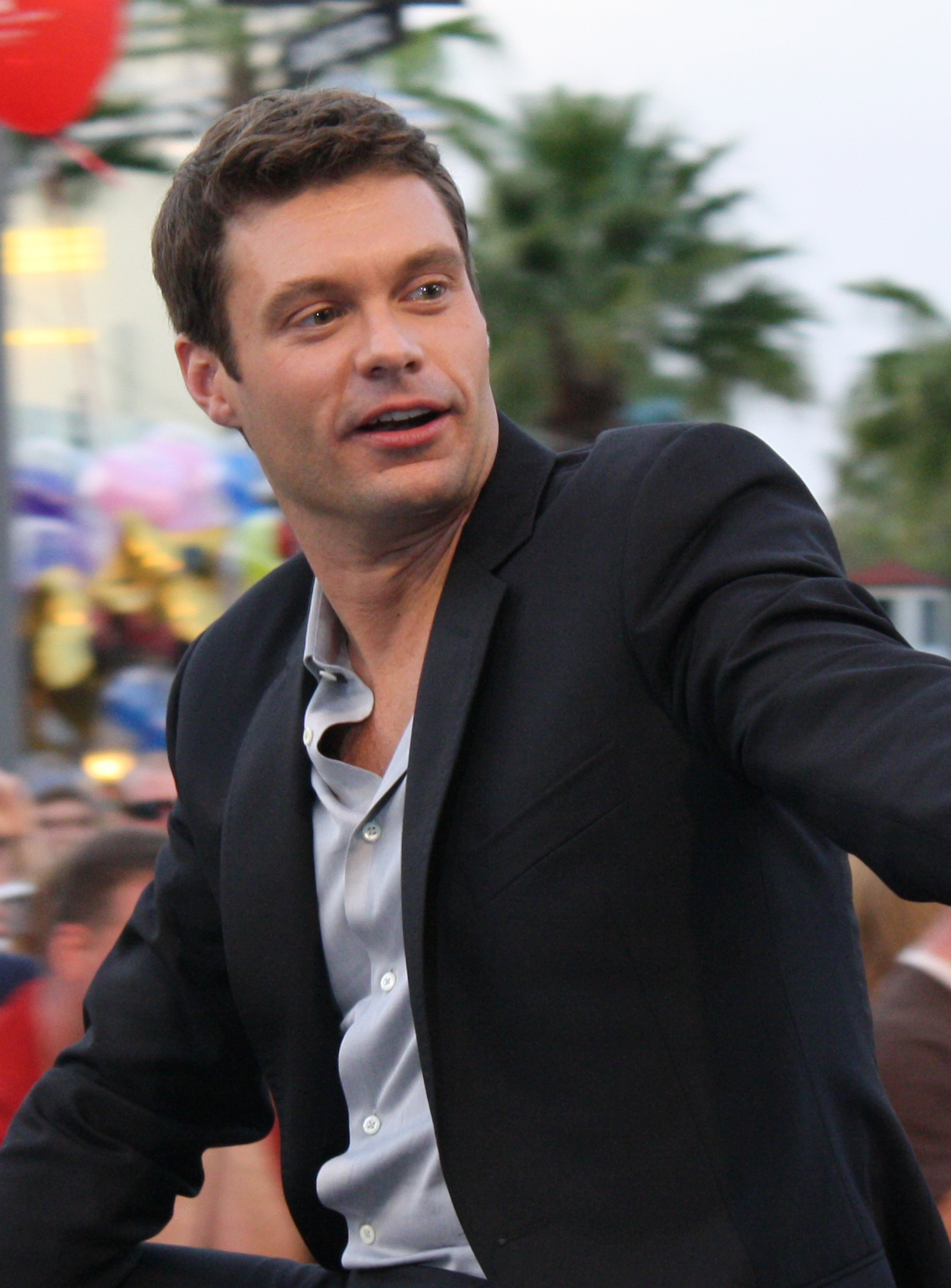
La canción se estrenó en el programa de radio de Ryan Seacrest, KISS FM.

Una fuente le dijo a Billboard que Aguilera estaba trabajando duro en el sucesor de Bionic, y que un nuevo sencillo se espera que sea lanzado a principios de agosto, según la fuente, dicho sencillo fue producido por Max Martin creador de muchos éxitos.
El demo oficial de «Your Body» se filtró en Internet 23 de agosto de 2012. Originalmente, la canción estaba titulada en la demo como "F*ck Your Body" e iba a ser una canción más explícita que Dirrty (2002). El 12 de septiembre de 2012, Aguilera reveló a través del Twitter detalles sobre el álbum y la canción. RCA Records anunció que la canción se estrenaría en el programa de radio de Ryan Seacrest el 14 de septiembre de 2012 y estará disponible para su compra en iTunes, Amazon y todos los proveedores de música digital el 17 de septiembre de 2012. La canción también fue enviado al Top 40 Mainstream Radio el 18 de septiembre de 2012. La portada del sencillo fue lanzado en el Twitter oficial de Aguilera el 12 de septiembre y fue muy bien recibido por los críticos. TJ de Neon Limelight describió a la cubierta como "candente". Byron Flitsch de MTV News elogió la portada que calificó como "impresionante", nos ha hecho quedar totalmente sin palabras.
 Danica Bellini de Starz escribió que "la foto revela una sus curvas y nos hacer recordar a sus aspecto del álbum Stripped." Maggie Malach de AOL Music, dijo que era un retroceso a su días de «Genie in a Bottle», mientras que Nicole James de Fuse de lo comparó con la foto de Marilyn Monroe en la película The Last Sitting.

## Producción

### Composición
«Your Body» fue compuesta por Savan Kotecha, Max Martín y Shellback, mientras que la producción estuvo a cargo de Max Martín y Shellback. Es una canción dance-pop, con elementos del R&B con un toque de géneros electrónicos y con un poco de dubstep.  Chris Martin de Spin comentó: "Tiene un empuje suave que llega a la trascendencia de silencio en el coro antes de la inmersión hacia abajo en ese bulto rollo."

Max Martín entró en escena con esta gran canción, pero le dije: 'Sabes, yo sólo podía hacer esto, si se me permite ser yo mismo y si pongo Christina en él y que puedo utilizar mis pipas. Yo soy capaz de cantar muy vocalmente en su cuerpo mientras mantiene divertido y fresco y una especie de pop .
Christina Aguilera.

### Lírica
La letra es acerca de una mujer que va a la barra de un club a superar un viejo amante. Y ella quiere una noche estar con un hombre atractivo al azar y que no pase nada si el hombre no sabe lo que está haciendo, ya que puede terminar por su cuenta. La canción abre con Aguilera y afirma: "He venido aquí esta noche / Para tenerte fuera de mi mente" "Yo soy una loca, estoy perturbado / así que ven y dame de ti lo peor / nos estamos moviendo más rápido que lento / si aún no sabes por dónde ir voy a terminar por mi cuenta", canta Aguilera. Aguilera va directo al grano con su última víctima masculina: "Ni siquiera me dices tu nombre"   y la famosa frase de la canción "Todo lo que quiero hacer es amar a tu cuerpo". El ritmo de los versos es algo más lento y seductor, más como Aguilera, como: "Así que abre la caja, no necesita ninguna clave, estoy abierta / y yo no le diga que deje de (uh oh, yeah). Entonces el ritmo palpitante de la pista: "Todo lo que quiero hacer es amar a tu cuerpo / Uh-oh-uh-uh-uh-uh-uh-uh-oh / Esta noche es tu noche de suerte, sé que lo quieres Uh-oh-uh uh-uh-uh-uh-uh-oh ". En el puente de la canción, ella canta: "Creo que ya sabes mi nombre".
Para Carl Williott de web idólatra, musicalmente, es una forma interesante para Aguilera, el tempo relajado debería permitir que ella realmente cavar adentro y hacia fuera del cinturón, pero nunca realmente suelta. Por Bill Lamb de About.com, Líricamente, "«Your Body» es sexy sin ser incómodamente explícito. Sin embargo, hay una ligera ventaja de mala calidad que mantiene la canción de sonar más o menos". De acuerdo con The Express The Guardian: "No sería un primer bate de Christina, solo sin sus patentadas darle una sacudida eléctrica a las letras y doble sentido. Uno siempre quiere el primer sencillo de su nuevo álbum para captar atención de la gente ya sea por la voz, la melodía o la letra. Lo hizo con «Dirrty» para Stripped (2002) y con «Ain't No Other Man» de Back to Basics (2006) y con «Not Myself Tonight» para Bionic (2010).

## Vídeo musical

### Antecedentes
El vídeo musical de la canción dirigido por Melina Matsoukas fue filmada entre 20 de agosto y 21 de agosto de 2012 en Los Ángeles. Un tráiler del clip del vídeo se estrenó en The Voice el 17 de septiembre, así mismo otro tráiler del vídeo fue publicado en YouTube en la cuenta oficial de Aguilera y canales de VEVO el 17 de septiembre de 2012. Esto incluye imágenes de Aguilera aprovechando la niña mala interior con todo tipo de cosas, tales como enganchar un hombre, guiñando un ojo seductoramente a la cámara, cambiando su pelo, beber un Slurpee y la explosión de un automóvil. Además en el tráiler del vídeo, Aguilera se puede ver luciendo ceñidos vestidos, medias de red, blusas corsé y por tacones de aguja, donde también seduce a un empleado de la tienda de conveniencia.
Aguilera dijo a Genie In a Bottle sobre el NES Advangte durante una entrevista en KIIS FM: "Tengo que mantener las cosas un poco más interesantes, atractivos, divertidos y que conseguir en vilo", "Estoy tan emocionada para liberarlo (el vídeo). En realidad en los toques finales del proceso de edición en estos momentos. Es muy juguetón, es muy divertido, es una especie de comedia de una manera. Soy una especie de interpretar a este personaje es muy parecido a un personaje fuera de mí mismo. Es divertido, es como una caricatura, no quiero dar demasiada información lejos!". Matsoukas fue reclutado para capturar el lado alegre de la cantante. "Una vez que empezamos a hablar entre sí y escuchó «Your Body» y ella se puso a girar de una manera que no se espera en absoluto", dijo. "Y tengo que interpretar a este personaje que, sí, puede ser un poco de un tipo duro, es muy confiado, seguro de sí mismo, pero es súper divertido. Ella se ríe en todo el proceso a través del vídeo musical. Ella está viendo dibujos animados, y usted sabe que no se toma demasiado en serio". "No creo que he hecho un vídeo con tanto color y la libertad y la diversión", agregó. "Hay algunos giros inesperados. Hay coches que soplan para arriba, pero lo que realmente está hecho de una manera muy divertida y juguetona, en casi un sentido cómico, si se quiere. Y fue tan divertido jugar en ese personaje."

### Trama
El vídeo musical comienza con la aparición de un letrero de advertencia: "Ningún hombre fue herido durante este rodaje". A continuación, después del letrero empieza cuando Christina está jugando un video juego de los 80's y pierde. En ese momento consulta a su oráculo en la misma computadora y así empieza a sonar la música. 
Se observa a Christina en varias escenas. Por ejemplo, la primera en su casa, donde se la ve comiendo cereal mientras ve un poco de las caricaturas más populares de los 70’s. 
Otra escena es cuando se dirige a la carretera en busca de un carro para pedir un aventón. Cuando lo consigue, Christina lo asesina explotando su auto mientras el chico está durmiendo. 
En otra escena se la ve fuera de una casa rodante con ropa ajustada entonando la canción. Al mismo tiempo van pasando escenas en un billar donde Christina luce un look como en su disco Stripped (2002). Mientras va seduciendo a un chico, lo lleva al baño de caballeros y lo asesina fantasiosamente. 
Después, con otro atuendo de un vestido entallado al cuerpo resaltando las curvas de Christina y peluca rosa con flequillo, va conduciendo un auto pick-up rosa cuando hace una parada repentina en una tienda de conveniencia donde pasa lo mismo: seduce al empleado del lugar. En esta ocasión toma un bate de béisbol y lo lleva a un motel. Al igual que las escenas anteriores, él termina asesinado, está vez a batazos y la sangre es sustituida por confeti. 
Al terminar la canción Aguilera sonríe al ver un programa de I Love Lucy, con Lucille Ball (primeros íconos de la liberación femenina).
En sí el vídeo musical tiene la temática brutal, pero más bien parece una caricatura por el surrealismo y fantasía de sustituir la brutalidad con objetos divertidos, como la brillantina, el fuego rosa y la pintura azul.

### Recibimiento
Fue estrenado el 28 de septiembre en el canal oficial de VEVO de Aguilera en YouTube, logró obtener más de 2 000 000 de reproducciones en menos de 24 horas. Actualmente el vídeo musical es clasificado como VEVOCertified por superar los 100 millones de visitas el 13 de enero de 2014, convirtiéndose en la primera cantante en alcanzar dicha cifra sin tener una presentación en vivo de dicha canción. Anteriormente Sony Music y RCA Records felicitaron a Aguilera por superar los cincuenta millones de reproducciones.

Según las estadísticas de YouTube, el vídeo musical obtuvo un promedio de 3.5 millones de reproducciones durante el 14 de marzo.

Según las estadísticas de YouTube, el vídeo musical obtuvo un promedio de 3.5 millones de reproducciones en un plazo de 24 horas durante el 14 de marzo (superando el día de su estreno que obtuvo alrededor de 2.1 millones), asimismo los días siguientes obtuvo reproducciones cercanas y se logró consagrar como en unos de los vídeos más visto de la semana en la popular red de vídeos, colocándose en el número 7 de la semana superando a vídeos de estreno de dicha semana como a «22» de Taylor Swift, «Feel This Moment» de Pitbull con la colaboración de la misma Christina Aguilera, «Kisses Down Low» de Kelly Rowland, entre otros. Fue un logró importante teniendo en cuenta que para ese entonces el vídeo musical de «Your Body» había salido hace medio año y además se superó el vídeo mismo con la posición que tuvo el día de su estreno, el cual fue en el número 8. Por otra parte, el vídeo se ha convertido en el segundo vídeo musical más visto de Christina Aguilera en su cuenta oficial de VEVO en YouTube, solo detrás de «Lady Marmalade» (2001), y superando a «Hurt» (2006), «Candyman» (2007), entre otros. Hasta febrero de 2017, el vídeo contaba con 168 millones de visitas. 
En la cadena televisiva de MTV el vídeo musical duro más de una semana en el número 1 en el conteo internacional, y en la lista YouTube 100 el vídeo duro más de 30 semanas en el conteo. El vídeo obtuvo una candidatura en los premios World Music Awards en la categoría World's Best Video. Por otra parte el vídeo musical se catalogó como El vídeo del año por Fuse TV, la competencia consto de 6 rondas y por votaciones del público, la primera parte compitió contra «Part of Me» de Katy Perry, la segunda parte con «Where Have You Been» de Rihanna, la tercera con «Give Your Heart A Break» de Demi Lovato, la cuarta con «What Makes You Beautiful» de One Direction, la quinta con «We Are Young» del grupo Fun y la sexta y última compitiendo nuevamente con Katy Perry y el vídeo de «Part Of Me» que aunque ya se había vencido en la primera ronda volvieron a la competencia porque a si lo marcaba el reglamento, pero esto no impidió para que «Your Body» fuera galardonado como El vídeo del año.

### Crítica

En su reseña, Rolling Stone les comento a los espectadores del vídeo: "Tenga cuidado la próxima vez que alguien le dice que él o ella quiere su cuerpo, podrían terminar de esta manera"

El vídeo recibió críticas positivas de la mayoría de los críticos. James Montgomery de MTV News escribió que "Xtina (Christina Aguilera) demuestra que ella es realmente buena en ser mala, pero ella nunca lo ha hecho con la lengua tan firmemente plantados en la mejilla. sutileza no es su punto fuerte, y mientras ella sigue haciendo vídeos tan buena como éste, que estamos dispuestos a aceptar eso de ella". También comentó acerca de su vestuario, escribiendo: "Sus trajes no están destinados a ser piezas independientes de choque, sino que todo el juego en la sensación más grande de la vídeo mismo, que por supuesto es horrible y estridente, pero también increíblemente inteligente y arrestando visualmente". Montgomery también agregó: "Es una fiesta para los ojos, lo que con sus escenas de colores brillantes de la violencia (y las explosiones gratuitas de automóviles), pero también es un buffet para los aficionados a la cultura pop". T. Kyle de MTV Buzzworthy dio alabanza al vídeo, escribiendo, "Christina se las arregla para ser divertida y provocadora, el estilo es hermosa y ambiciosa aún, y el cuerpo de —Legendtina (Legendariatina)— luce increíble". Adam Graham de Detroit News, escribió: "Pocas veces se hay un viaje por carretera fantasíoso y violenta siendo tan sexy. Aguilera nunca ha escatimado en la piel en sus vídeos, pero aquí parece recién cómoda con su cuerpo de una manera que no ha sido antes". Sam Lansky de idólatra escribió que Aguilera "tiene un sentido genuino y muy encantador de humor en este vídeo, que no se toma tan en serio. El clip es sólo puro glamour cursi. Considerando que en su vídeo «Not Myself Tonight» jugó sin un rastro de ironía, este vídeo muestra una Christina que parece estar teniendo un buen momento. Pero lo más importante es que el clip es divertido y atractivo, lo que demuestra que no todo se trata de petulante auto-engrandecimiento. ella es una chica que sabe cómo de reírse de sí misma. Sinceramente, hace años que nosotros hemos amado a los vídeos de Christina Aguilera". Jason Lipshut de Billboard observó el vídeo que parecía estar inspirado por la corriente sin fin de la violencia en la televisión, pero me sentí un "destacado de el vídeo es por supuesto, la selección de Aguilera en el armario, resaltado por un vestido de la curva que abraza al color negro, y la de corte bajo camisa de la bandera americana, chaleco de mezclilla cubierto en sus rastas rubias y de manga larga camiseta blanca que dice "F*ck los paparazzi". Rolling Stone añadió: "Con una sonrisa de confianza, Aguilera se embarca en una serie de seducciones, tambaleándose en los hombres antes de matarlos por placer corporal, tenga cuidado la próxima vez que alguien le dice que él o ella quiere su cuerpo podrían terminar de esta manera". Lyndsey Parque de Yahoo! Músic con referencia de la cultura pop, escribiendo, "La chica de «Dirrty» del vídeo sexy, «Your Body» hace tanta cultura pop referencias en su arco iris con cuatro minutos y cuarenta segundos, es suficiente para hacer que incluso las cabezas de Seth MacFarlane o Dennis Miller spin. Y, sin embargo, de alguna manera todo es muy, muy Xtina". Marc Hogan de Spin Magazine escribió que "Puede que nos tome unos visionados poco más para conseguir la broma, pero al menos hay bastante absurdo increíble va a hacer ese sonido perspectiva entretenida ".

## Recepción

### Crítica

La revista estadounidense Billboard comparó a «Your Body» con la canción «Dirrty» de Aguilera lanzado en el 2002.

La canción ha recibido críticas muy positivas por parte de los críticos musicales. Katie Hasty de HitFix escribió que "la voz de Aguilera se escucha nítida y crujiente", parecida a la de sus inicios. Story Gilmore de Neon Limelight llamó a la canción supercaliente. La revisión de The Guardian Express fue muy positiva, escribiendo que "la letra es fácil de aprender y tiene un gancho pegadizo como el infierno también escribió que "En general, la canción logra lo que debería, mostrar el talento vocal de Christina vinculado con los ritmos pegadizos de Max Martin, asegura que va a ser un himno en los clubes por varios meses." Jason Lipshut de Billboard: Aguilera va directo al grano con su última víctima masculina, aunque no es tan sexual como «Dirrty», «Your Body» es un nuevo himno sugestivo para un autoproclamado "freak". Amy Sciarretto de Crush Pop, llamó a la canción "pegadiza, sexy, y sensual al mismo tiempo" y elogió a Aguilera por usar "el talento que dios le dio, y mejorar cada vez más su voz." Sciarretto concluyó: "Este será un éxito de 2012 en los clubes, Aguilera se las arregla para mejorar su andada por la música electrónica, bailable y el pop, buen trabajo, chica!. Alexis L. Loinaz de E! News declaró: "Una canción con tintes electro promete ser una gran canción de baile. Carl Williott la llamó "una Dubby, enciende club", "Vocalmente no es una de sus más grandes canciones, sin embargo, una voz más débil habría sido sofocada por capas electrónicas." Nate Jones de Pop Dust expreso, "Estamos de vuelta a los días «Dirrty», pero esos fueron tiempos buenos para Christina, ¿no?, y en virtud del mandato de pop contemporáneo, es una canción para salir a disfrutar la noche. Sam de That Grape Juice fue muy positivo en su crítica: "Mucho «Dirrty» para el año 2012, el corte es doblemente infeccioso y el relleno de una canción infalible; una cualidad que goza sin comprometer la voz de Xtina. Estamos seguros de que le irá bien, y no podríamos estar más felices de tener su regreso! ". Los 40 Principales, expresó en su página web: La cantante de «Dirrty» acaba de estrenar «Your Body», el primer single de su nuevo álbum, y todo parece indicar que acabará convirtiéndose en un bombazo.

### Comercial

Canadá fue unos de los países con mejor rendimiento en la canción «Your Body».

Tras el lanzamiento del sencillo, «Your Body» debutó en el número 6 en la lista Hot Digital Songs de Estados Unidos, vendiendo 193 000 copias digitales en la primera semana que terminó en septiembre 21 de 2012. Se convirtió en el primer top 10 de Aguilera como artista solitario en la tabla Digital Songs desde 2008, desde «Keeps Gettin' Better», la cual alcanzó el número 5. Y en general se convirtió en el primer top 10 de Aguilera desde 2011 con «Moves like Jagger» colaboración con el grupo Maroon 5, la cual alcanzó el número 1. La canción «Your Body» debutó y alcanzó el puesto número 34 en la lista Billboard Hot 100 de los Estados Unidos en la semana del 27 de septiembre de 2012, la cual se convirtió en la más baja posición para Aguilera en los Estados Unidos desde 2010 con «Woohoo» con la rapera Nicki Minaj. En Canadá, «Your Body» entró en la lista Canadian Hot 100 en el número 13, convirtiéndose en el debut más alto de la semana, pero ocho semanas más tarde la canción subió a su posición máxima en el número 10 en dicha lista, en la semana que terminó el 24 de noviembre de 2012, convirtiéndose en su duodécimo top 10 solo en Canadá. En Corea del Sur la canción alcanzó el número 6 en la lista de ventas de descargas de artistas extranjeros de Gaon Chart, mientras que en Japón se posicionó en el número 17 del conteo Japan Hot 100 de Billboard. En otros lugares, como en Reino Unido, el sencillo debutó y alcanzó el puesto número 16 en el UK Singles Chart, convirtiéndose en su más bajo-trazado solo desde el año 2007 con «Candyman» (que alcanzó el puesto número 17), «Your Body» sólo paso 2 semanas en la lista de Reino Unido, convirtiéndose en su única canción más rápido para salir de las listas del Reino Unido. En Austria, el sencillo debutó y alcanzó el puesto número 19 en la lista Top 40 Ö3 Austria, en la semana del 19 de octubre de 2012, convirtiéndose en su undécimo top veinte single en solitario.
En muchos países europeos, la canción sólo logró llegar a la cima cuarenta. En Suiza y España, la canción debutó y alcanzó el puesto número 12 en la lista de singles de Suiza y la lista de singles de España. En Nueva Zelanda, la canción tuvo menos éxito, debutando en el número 25, subiendo al número 14 en su segunda semana. La canción volvió a entrar en el número 36 y alcanzó el puesto número 33, y paso 5 semanas en la lista. En Dinamarca, la canción debutó en el número 40 en la lista de singles del danés y alcanzó el puesto número 35 el 19 de octubre de 2012. En algunos países, «Your Body» se perdió en la parte superior y cuarenta. En Holanda, la canción pasó más semanas en la lista de cualquier país, debutando en el número 73, antes de caer ante el número 91. Más tarde, subió hasta el número 71, antes de pasar dos semanas que cae de la lista. En Francia, la canción sólo logró llegar al número 34, en su primera semana, convirtiéndose en su más baja posición solo desde 2002 con «Dirrty» (que alcanzó el puesto número 48). La canción pasó siete semanas más fuera del top 100.
Por otra parte, en los Estados Unidos, la canción logró su primer número 1 en la lista Billboard Hot Dance Club Play de canciones más tocadas en las discotecas de Estados Unidos y hasta este sencillo lleva 5 sencillos consecutivos en el Top 10 con «Keeps Gettin' Better», «Not Myself Tonight», «You Lost Me» y «Moves like Jagger», además lleva seis canciones número 1 en dicha lista entre ellas «Beautiful», «Ain't No Other Man», «Hurt», «Not Myself Tonight», «You Lost Me». Pese a haber tenido una posición moderada en el Hot 100 fue considerado un hit por los críticos especializados, por haber llegado al primer puesto de las discos americanas y por haber vendido 700 mil copias en su país natal no habiendo tenido nada de promoción, ni siquiera radial. Mundialmente se estima que vendió hasta marzo de 2014 1,9 millones mundialmente.

## Presentaciones en vivo
Nunca habido un presentación oficial de «Your Body», excepto una curiosa presentación el 2 de noviembre de 2012 donde interpretó dicha canción pero con instrumentos de oficina como fondo en Late Nigth with Jimmy Fallon y no fue una presentación oficial como tal, sino una curiosa presentación cómica acapella.

### Versiones de otros artistas
Julie Lefebvre de La Voix de Francia (versión de The Voice) interpretó en las audiciones la canción de «Your Body» siendo escogida por dos de cuatro entrenadores.

## Versiones
Christina Aguilera contactó al joven DJ Martin Garrix que realizó una versión de la canción «Your Body» con un remix titulándola como «Your Body (Martin Garrix Remix)» incluida en la versión deluxe (bonus tracks) del álbum Lotus.
La canción estuvo a cargo por el productor Max Martin quien ha trabajado en otras canciones de Aguilera como en la versión original de «Your Body» y en «Let There Be Love» ambas incluidas en el mismo álbum, Lotus.

## Premios y nominaciones
| Año                    | Premiación           | Premio                         | Nominación  | Resultado | Ref.   |
| ---------------------- | -------------------- | ------------------------------ | ----------- | --------- | ------ |
| Nominaciones y premios |                      |                                |             |           |        |
| 2012                   | Fuse TV              | Vídeo del año                  | «Your Body» | Ganador   | [ 9 ]  |
| 2013                   | World Music Awards   | World's Best Video             | «Your Body» | Nominado  | [ 75 ] |
| 2013                   | World Music Awards   | World's Best Song              | «Your Body» | Nominado  | [ 76 ] |
| 2014                   | VEVOCertified Awards | 100 millones de reproducciones | «Your Body» | Ganador   | [ 77 ] |

## Formatos
Digitales
| Descarga digital |                                                     |          |  |
| N.º              | Título                                              | Duración |  |
| 1.               | «Your Body»                                         | 04:00    |  |
| 2.               | «Your Body (Country Club Martini Crew Dirty Radio)» | 04:22    |  |

## Charts

### Rankings
| País              | Ranking                       | Mejor posición | Semanas en la mejor posición | Semanas en el ranking |         |         |         |
| América           | América                       | América        | América                      | América               | América | América | América |
| ----------------- | ----------------------------- | -------------- | ---------------------------- | --------------------- | ------- | ------- | ------- |
| Canadá            | Canadian Hot 100              | 10             | 1                            | 18                    |         |         |         |
| Estados Unidos    | U.S. iTunes Top 100 Songs     | 1              | 1                            | 10                    |         |         |         |
| Estados Unidos    | Billboard Hot 100             | 34             | 1                            | 10                    |         |         |         |
| Estados Unidos    | Billboard Hot Dance Club Play | 1              | 1                            | 14                    |         |         |         |
| Estados Unidos    | Pop Songs                     | 20             | 2                            | 10                    |         |         |         |
| Estados Unidos    | Digital Songs                 | 10             | 1                            | 9                     |         |         |         |
| Estados Unidos    | Billboard Youtube Songs       | 8              | 1                            | 4                     |         |         |         |
| Brasil            | Billboard Hot Pop Songs       | 2              | 1                            |                       |         |         |         |
| Brasil            | Billboard Hot Pop & Popular   | 1              | 1                            |                       |         |         |         |
| Asia              |                               |                |                              |                       |         |         |         |
| Corea del Sur     | Gaon Chart                    | 6              | 1                            |                       |         |         |         |
| Japón             | Japan Hot 100                 | 17             | 1                            | 8                     |         |         |         |
| Europa            |                               |                |                              |                       |         |         |         |
| Reino Unido       | Official UK Singles Top 100   | 16             | 1                            | 2                     |         |         |         |
| Alemania          | Top 10 Singles                | 29             | 1                            | 7                     |         |         |         |
| Austria           | Top 40 Singles                | 19             | 1                            | 5                     |         |         |         |
| Bélgica (Flandes) | Tip 50 Singles                | 44             | 1                            | 2                     |         |         |         |
| Bélgica (Valonia) | Tip 50 Singles                | 13             | 1                            | 5                     |         |         |         |
| Dinamarca         | Official Danish Charts        | 35             | 1                            | 2                     |         |         |         |
| Escocia           | Official Charts Company       | 16             | 1                            | 2                     |         |         |         |
| Eslovaquia        | (IFPI)                        | 27             | 1                            | 6                     |         |         |         |
| España            | Top 50 Singles                | 22             | 1                            | 1                     |         |         |         |
| Finlandia         | Official Finnish Charts       | 21             | 1                            | 3                     |         |         |         |
| Francia           | Top 100 Singles               | 84             | 1                            | 8                     |         |         |         |
| Irlanda           | Top 100 Singles               | 46             | 1                            | 1                     |         |         |         |
| Países Bajos      | Top 100 Singles               | 65             | 1                            | 9                     |         |         |         |
| Suecia            | Digilistan                    | 17             | 1                            | 2                     |         |         |         |
| Oceanía           |                               |                |                              |                       |         |         |         |
| Nueva Zelanda     | (RIANZ)                       | 33             | 3                            | 5                     |         |         |         |

### Sucesión en listas
| Predecesor: "Triumphant (Get 'Em)" de Mariah Carey | Billboard Hot Dance Club Play- sencillo número uno 8 de diciembre de 2012 "Your Body" de Christina Aguilera | Sucesor: "Diamonds" de Rihanna |

## Certificaciones
| País      | Organismo certificador | Certificación | Ventas certificadas | Simbolización | Ref.    |
| --------- | ---------------------- | ------------- | ------------------- | ------------- | ------- |
| Dinamarca | IFPI Denmark           | Disco de oro  | 15 000              |               | [ 100 ] |

## Historial de lanzamiento
| Historial de lanzamiento |                          |                               |
| Australia                | 17 de septiembre de 2012 | Descarga digital              |
| Brasil                   | 17 de septiembre de 2012 | Descarga digital              |
| Canadá                   | 17 de septiembre de 2012 | Descarga digital              |
| Dinamarca                | 17 de septiembre de 2012 | Descarga digital              |
| Francia                  | 17 de septiembre de 2012 | Descarga digital              |
| Irlanda                  | 17 de septiembre de 2012 | Descarga digital              |
| Italia                   | 17 de septiembre de 2012 | Descarga digital              |
| Nueva Zelanda            | 17 de septiembre de 2012 | Descarga digital              |
| Noruega                  | 17 de septiembre de 2012 | Descarga digital              |
| Portugal                 | 17 de septiembre de 2012 | Descarga digital              |
| España                   | 17 de septiembre de 2012 | Descarga digital              |
| Reino Unido              | 17 de septiembre de 2012 | Descarga digital              |
| Estados Unidos           | 18 de septiembre de 2012 | Mainstream and rhythmic radio |
| Alemania                 | 2 de noviembre de 2012   | CD single                     |
| Reino Unido              | 4 de noviembre de 2012   | Descarga digital              |

## Créditos
- Christina Aguilera - voz
- Tiffany Amber - compositor
- Shellback - compositor, productor
- Savan Kotecha - compositor
- Max Martin - productor

Créditos para «Your Body» se han tomado de ASCAP.